# Johan Gabriel Collin (læge)
 Der er flere personer med dette navn, se Johan Gabriel Collin.
Johan Gabriel Collin (født 6. april 1794 i Stockholm, død 23. september 1879 i Norrköping) var en svensk læge. Han var søn af Gabriel Collin.
Som student fik han 1813 ansættelse som underlæge, senere som bataljonslæge ved reservearmeen mod Norge, og efter hjemkomsten derfra tog han 1818 medicinsk-filosofisk eksamen ved Karolinska institutet. Af pengemangel maatte han imidlertid nøjes med et kirurgisk kursus og blev 1820 chirurgiæ magister, og derefter blev han læge i Mariefred. I 1828 blev Collin lazaretlæge og stadskirurg i Norrköping, 1831 udnævntes han til titulær professor, 1845 blev han dr. med. honoris causa i Uppsala og 1847 medlem af Vetenskapsakademien. Han skrev: Almän husläkare (1858-1859), Afhandling om barnsjukdomar (1841-1851), Om menniskans temperamenter (1822) og oversatte Speciel Therapi af August Gottlieb Richter (1824-1834).